# Trần Thành (doanh nhân)
Trần Thành là một doanh nhân người Việt gốc Hoa, được biết đến là người sáng lập nên công ty Thiên Hương, doanh nghiệp sản xuất thương hiệu bột ngọt Vị Hương Tố và mì ăn liền Vị Hương.

## Tiểu sử
Theo suy luận từ một số nguồn khác nhau thì ông sinh vào khoảng thập niên 1920. Trong những năm đầu 1940, Trần Thành cùng gia đình lưu lạc từ Triều Châu sang Việt Nam và định cư ở Sài Gòn. Tại đây, ông đã tìm việc làm tại các hãng xưởng khu Chợ Lớn nhưng đều bị từ chối. Sau cùng, ông được nhận làm thuê tại một cơ sở sản xuất dầu ăn, chuyên thu mua đậu nành và đậu phộng đem về ép dầu thủ công. Ban đầu, công việc của ông chỉ là cọ rửa các thùng chứa dầu, một công việc phổ thông với mức lương ít ỏi và nặng nhọc, nhưng nhờ thái độ làm việc tốt, ông đã nhận sự đánh giá cao từ ông chủ họ Trịnh và được giao làm quản lý toàn bộ khâu vệ sinh nhà xưởng. Cũng bởi cách làm việc công bằng và được mọi người tin tưởng, ông tiếp tục được giao nhiệm vụ thu mua nguyên liệu ở các tỉnh miền Tây. Sau một thời gian gây dựng uy tín với khách hàng và ông chủ trong vai trò là người thu mua, ông đã được chủ xưởng tín nhiệm lên làm quản lý toàn bộ việc nhập hàng của xưởng. Nhờ điều này, Trần Thành có cơ hội đi công tác khắp nơi trên cả nước, thậm chí còn sang tận Campuchia và biến nơi này thành nguồn cung cấp nguyên liệu lớn nhất cho cơ sở.
Suốt quá trình làm việc, ông Thành đã tích lũy được một số vốn và bắt đầu khởi nghiệp. Nhận thấy tiềm năng ở nhân viên, ông chủ của Trần Thành cho ông vay mượn thêm một số tiền lớn để tự xây dựng công ty của riêng mình, cung cấp độc quyền nguyên liệu cho xưởng. Chẳng bao lâu sau, ông đã trở thành nhà cung cấp các loại hạt có dầu cho hầu hết hãng xưởng ở miền Nam. Sau khi trả đủ số tiền nợ cho chủ cũ, ông tiến tới thâu tóm mọi nguồn hàng trong lĩnh vực này và chuyển hướng sang đầu tư thứ khác.
Những năm 1954, lúc này kinh tế miền Nam dưới chính quyền Việt Nam Cộng hòa vẫn chưa phát triển, thị phần dành cho hàng nội địa còn ít so với hàng ngoại nhập chiếm số đông. Ở thị trường bột ngọt khi đó có hai hãng bột ngọt ngoại quốc là Ajinomoto (Nhật Bản) và Vedan (Đài Loan) chiếm độc quyền. Tuy nhu cầu về bột ngọt với người dân là rất lớn, những thương hiệu bột ngọt này lại chỉ có thể đáp ứng một số lượng nhất định, cùng với đó là thuế quan khiến giá cả trở nên đắt đỏ. Nhận thấy tình trạng này, Trần Thành đã lên kế hoạch sản xuất bột ngọt tại thị trường nội địa, với chất lượng không kém các hãng nước ngoài; cùng với đó là lợi dụng vào chính sách bảo hộ của chính quyền, qua đó giá thành sản phẩm sẽ rẻ và cạnh tranh hơn. Đến năm 1960, ông Thành lập nên công ty Thiên Hương (Thiên Hương Công ty S.A.R.L), đặt trụ sở tại số 118 đường Hải Thượng Lãn Ông và cho xây dựng nhà máy sản xuất bột ngọt hiệu Vị Hương Tố, với dây chuyền hiện đại nhất bấy giờ nhập từ Nhật Bản về. Ngay sau khi ra mắt, bột ngọt Vị Hương Tố đã có được sự đón nhận từ các bà nội trợ và thành công vang dội, đánh bật hai đối thủ cạnh tranh ngoại quốc rút lui khỏi thị trường Việt Nam Cộng hòa, để lại miếng bánh thị phần hoàn toàn vào tay Trần Thành. Nhờ những khoản lợi nhuận từ việc sản xuất bột ngọt, ông lấy tiền đầu tư tiếp vào các ngành nghề khác như khách sạn, nhà hàng, bệnh viện, trường học,... và đều đem lại thành tựu cho ông, nổi bật trong số đó có nhiều bệnh viên ở khu Chợ Lớn ngày nay như bệnh viện Nguyễn Tri Phương, bệnh viện An Bình,... đều do ông đóng góp xây dựng nên. Ở tuổi xấp xỉ 40, Trần Thành cũng được bầu làm bang trưởng Triều Châu, đại diện cộng đồng người Hoa để liên hệ với chính quyền Việt Nam Cộng hòa. Ông còn giúp những người có hoàn cảnh khó khăn có ý chí lập nghiệp, cho họ vay mượn vốn và góp ý kiến về phương hướng làm ăn.
Kể từ sau sự kiện 30 tháng 4 năm 1975, toàn bộ số tài sản của Trần Thành, bao gồm cả công ty Thiên Hương, đã bị quốc hữu hóa và ông bị đưa đi cải tạo tại Khám Chí Hòa, giao phụ trách chăn nuôi trong trại. Sau khi hết hạn cải tạo, ông đã ra nước ngoài định cư. Những thông tin về cuộc sống sau này của ông không được tiết lộ nhiều.

## Đời tư
Xuyên suốt cuộc đời mình, ông từng có nhiều vợ, người yêu và nhân tình. Khi còn làm việc ở xưởng sản xuất dầu ăn, ông đã lập gia đình riêng. Trong giai đoạn cơ nghiệp phát triển nhất, ông gặp và đem lòng cảm mến diễn viên kiêm ca sĩ nổi tiếng người Đài Loan Thang Lan Hoa trong một dịp cô sang Sài Gòn biểu diễn theo lời mời của cộng đồng người Hoa. Để tiếp cận người mình yêu, Trần Thành phải bỏ ra nhiều tiền để mua những thứ đồ đắt đỏ cho cô. Cả hai sau đó đã nhanh chóng tiến đến thành người yêu của nhau, nhưng không lâu lại sớm chia tay. Thời gian sau ông tiếp tục quan hệ với người phụ nữ khác người Singapore và có với nhau một người con gái. Phải đến sau này, trong một lần đến chơi tại Vũ trường Maxim's, ông mới làm quen một vũ nữ làm việc tại đây và kết hôn, sinh con cùng người phụ nữ này. Có thông tin cho rằng người vợ này đã chăm sóc các con và ở bên cạnh ông cho đến khi ông qua đời.